# Szárhegyi ferences kolostor
A szárhegyi ferences kolostor műemlék épület Romániában, Hargita megyében. A romániai műemlékek jegyzékében a HR-II-a-A-12853 sorszámon szerepel.

## Története és leírása
A kolostor Szárhegy szomszédságában, a Szármány-hegy oldalán épült fel azon a helyen, ahol a hagyomány szerint öt kereszt alakban felépített kápolna állott. A kolostor alapítója id. Lázár István gróf-kapitány volt, akinek a támogatásával megkezdték a kolostor építkezési munkálatait 1642-ben.
A kápolnák a szárhegyiek körében nagy tiszteletnek örvendtek, aminek a hatására id. Lázár István gróf már az alapítás évében, 1642-ben P. Kolozsvári Bertalan ferences gondjára bízta a szárhegyi kápolnákat, akihez később olaszországi ferencesek csatlakoztak. 1648-ban a szárhegyi ferencesek el kellett hagyják a kolostort és félbe kellett szakítani az építkezési munkálatokat, mivel Rákóczi György Decretuma nem engedélyezte a ferencesek számára Csíksomlyón és Mikházán kívül ferences zárdák fenntartását.
1665-ben ifj. Lázár István a ferences rendnek adományozta a kápolnákat, valamint a kápolnákat övező területeket. 1665-től 1669-ig a kolostor házfőnöke P. Taploczai Görög István volt, aki az erdélyi ferences rend egy meghatározó jelentőségű elöljárója volt, valamint az ő idején épült fel a kolostor kezdetleges épülete is, a legnagyobb kápolnát kolostorrá alakította át.
1669 és 1674 között a kolostor házfőnöke a Csíksomlyóról ideérkezett P. Kájoni János volt, akinek a mellszobra megtalálható a kolostor falába beépítve. P. Kájoni a kápolnák közül a Mária kápolnát cseréppel újra födette és az összeomláshoz közelálló zárdát alapjától újraépítette, amely több alkalommal is leégett és csak 1752-re lett kész. A zárda templomul használt kápolnájába saját kezűleg készített orgonát. Itt is halt meg,1687. április 25-én, a kolostor kertjében van eltemetve jeltelen sírban.
P. Vásárhelyi Budai Bernardin 1675-ben a sekrestyét és a templom melletti folyosót toldotta hozzá. P. Kálmándi Ferenc a zárda keleti szárnyát és a tornyot építette fel.
A kolostor több alkalommal vált lángok martalékává:
- 1707-ben (amikor Achton labanc tábornok serege feldúlta egész Székelyföldet, a zárdát is felégeti. P. Zsigrai Modeszt és P. Veress Dániel a zárda délkeleti részét építették hozzá s nagy javításokat végeztek a megrongálódott kolostoron). 1711-ben, amikor a templom újrafelszentelés előtt állt, akkor visszaminősítették rezidenciává.
- 1748-ban újra leég. A zárdát és a templomot P. Csergő Krizogon szárhegyi születésű barát építtette újra 1752-ben, mely alkalommal a templomhoz építette a déli oldalon levő Mária kápolnát, továbbá a kolostor másik két szárnyát is. 1754-ben újra kolostori rangra  emelték, Csergő Krizogont nevezték ki gvárdiánná, kinek rendházfőnöksége alatt a kolostor benépesedett.
- 1872. május 22-én, tűzvész pusztít a faluban, amely után a kolostort teljesen újjáépítették 1908-ra P. Venczel Adorján vezetésével. Elpusztultak a templom írásbeli hagyatékai, harangjai is megolvadtak. 1879-ben Fogarassy Mihály erdélyi püspök adományoz egy harangot, egy másik a falu adománya volt, és végül a tűzben megolvadt ércből öntenek egy kis  Szent-Antal  harangot.

1900 után a templom berendezését fokozatosan kicserélik, különösen a gyergyószentmiklósi Vákár család jótékonyságából, melyet az általuk finanszírozott színes üvegablakok is megörökítenek. A festett üvegablakokat a századforduló híres budapesti mestere, Palka József készítette, kinek üvegfestményeiért 1928-ban X. Pius pápa "Pro Eclesia et Pontifice" pápai aranyéremmel jutalmazta meg. 1936-ban kifestették a templomot, és Herczeg Ferenc jóvoltából falfestmények kerültek az oldalkápolnába. Mai harangjait Temesváron öntötték, Novotny Antal műhelyében, 1929-ben szentelték fel.
Az 1940-es romániai földrengés jelentős károkat okozott a kolostor északi részében. Az 1900-as évek elejéig a kolostorban egy általános iskola is működött Norma néven a ferences szerzetesek vezetésével.
1951-ben a kolostort a szerzetesek elhagyták, a kommunista rendszer őket elhurcolta, mivel a ferences rend tevékenységét az állam betiltotta. 1951-től a rendszerváltásig a állami hatóságok különféle célokra használták fel a kolostor épületét.
1978. július végén a Román Népköztársaság elnökének engedélyével újból visszatérhettek a ferencesek, de utánpótlás nélkül. 1978. augusztusától P. Kádár Kálmán István szerzetes vette át a zárdafőnökséget és vezette azt 1997-ig. Őt követte P. Ferencz Béla Ervin atya, aki 2013-ig főnöke a rendháznak.
Napjainkban a rendházfőnöki tisztséget P. Lackó-Dávid Anaklét tölti be.
1974-től Művésztelep alakult Szárhegyen, ami 2006-ig a kolostorban is működött, napjainkban a régi, ferencesek által működtetett iskola felújított épületében található. A kolostor udvarában a Dévai Szent Ferenc Alapítvány gyermekotthona működik.
Megemlítésre érdemes Szkolka Ede Lázár laikus testvér, aki 1951-től vigyázott és karbantartotta a szárhegyi szerzetesek vagyonát haláláig 1982-ig.
Napjainkban a kolostort és a templomot ismét ferences szerzetesek gondozzák.

## Fordítás
- Ez a szócikk részben vagy egészben  a   Mănăstirea franciscană din Lăzarea című román Wikipédia-szócikk fordításán alapul.  Az eredeti cikk szerkesztőit annak laptörténete sorolja fel. Ez a jelzés csupán a megfogalmazás eredetét és a szerzői jogokat jelzi, nem szolgál a cikkben szereplő információk forrásmegjelöléseként.